# 乔·福尔克斯
约瑟夫·富兰克林·福尔克斯（英語：Joseph Franklin Fulks，1921年10月26日—1976年3月21日），美国NBA联盟的前职业篮球运动员。

## 生平
退役后，他回到肯塔基州，在肯塔基州立监狱担任监狱惩教主管。1976年3月21日，他在与女友之子格雷格·巴尼斯特争吵中被对方枪杀而死亡。